# Калинівка (Конотопський район)
Кали́нівка (МФА: [kɐˈɫɪɲiu̯kɐ] ( прослухати)) — село в Україні, підпорядковане Конотопській міській громаді Конотопського району Сумської області. Населення становить 531 осіб.

## Географія
Село Калинівка розміщене на лівому березі річки Єзуч, вище за течією на відстані 1,5 км розташоване село Лобківка, нижче за течією на відстані 2 км розташоване місто Конотоп. Поруч проходять автомобільна дорога Р61 і залізниця, станції Калинівка і Залізобетонний. До села примикає великий масив садових ділянок.

## Історія
У червні 1929 року в селі було організовано комсомольську комуну імені 10-річчя ЛКСМу. Головою її був Макаренко Олександр Олексійович, який пізніше став одним із шанованих керівників Конотопського району. Про діяльність комсомольської комуни колишній комунар Іван Савич написав книжку «Юнь комунівська».
17 березня 2016 року в процесі декомунізації село було перейменоване з Комсомольскої Комуни на Калинівку.

## Населення

### Мова
Розподіл населення за рідною мовою за даними перепису 2001 року:
| Мова       | Відсоток |
| ---------- | -------- |
| українська | 95,48%   |
| російська  | 3,96%    |
| інші       | 0,56%    |

## Відомі люди
- Баранник Володимир Іванович — український військовик, учасник російсько-української війни[2].
- Стрілець Андрій Володимирович (1990—2023) — український військовослужбовець, учасник російсько-української війни[3].
- Сенченко Марія Олександрівна — депутат Верховної Ради УРСР 9-го скликання.
- Семеняка Ярослав Володимирович — український військовослужбовець, учасник російсько-української війни.